# 224
| [ Edytuj tabelę ] |                                               |
| Władca Korei      | - 197 Sansang 227                             |
| Papież            | - 217 Hipolit Rzymski 235 - 222 Urban I 230   |
| Król Partów       | - 208 Wologazes VI 228 - 216 Artabanus IV 224 |
| Król Persji       | - 224 Ardaszir I 241                          |
| Cesarz Rzymu      | - 222 Aleksander Sewer 235                    |

Rok 224 / CCXXIV
stulecia: II wiek ~
III wiek ~
IV wiek

lata: 214 «
219 «
220 «
221 «
222 «
223 «
224
» 225
» 226
» 227
» 228
» 229
» 234

## Wydarzenia
- 28 kwietnia – władca sasanidzki Ardaszir I pokonał ostatniego króla Partów Artabanusa V.

- Odrodzenie państwa perskiego, Ardaszir I Sasanida pierwszym władcą.

## Urodzili się
- Karus, cesarz rzymski (zm. 283)

## Zmarli
- Artabanus IV, król Partów
- Julia Maesa, syryjska księżniczka (ur. 165)